# Scotland County, Missouri
Scotland County är ett administrativt område i delstaten Missouri, USA, med 4 843 invånare. Den administrativa huvudorten (county seat) är Memphis. 

## Geografi
Enligt United States Census Bureau så har countyt en total area på 1 138 km². 1 136 km² av den arean är land och 2 km² är vatten.    

### Angränsande countyn
- Davis County, Iowa - nordväst
- Van Buren County, Iowa - nordost
- Clark County - öst
- Knox County - söder
- Adair County - sydväst
- Schuyler County - väst